# Stenocypha molindica
Stenocypha molindica – gatunek ważki z rodziny Chlorocyphidae. Występuje w Afryce w rejonie Wielkiego Rowu Zachodniego – w południowo-zachodniej Ugandzie, Burundi (obecność niepewna) i wschodniej Demokratycznej Republice Konga.